# Anne Kremer
Anne Kremer (Lussemburgo, 17 ottobre 1975) è un'allenatrice di tennis ed ex tennista lussemburghese.

## Biografia
Anne Kremer è nata da un ingegnere e da un'insegnante di educazione fisica; ha un fratello, Gilles, anche lui tennista, che le ha fatto da coach per qualche tempo.

## Carriera
Nei tornei del Grande Slam ha raggiunto la sua migliore performance a Wimbledon, con due sconfitte al terzo turno.
Presenza costante in Fed Cup, Anne Kremer ha giocato dal 1991 al 2008 circa 89 partite in questa competizione, vincendone 51.
Ha partecipato come singolarista a tre edizioni olimpiche (1996, 2000, 2004).
Durante la sua carriera ha battuto diverse atlete più quotate di lei tra cui Monica Seles, Arantxa Sanchez e Amelie Mauresmo. Nel 2002 si è issata al diciottesimo posto della classifica WTA.
Si è ritirata nel 2014, a quasi 39 anni. Ha all'attivo due titoli WTA in singolo.

## Vita privata
Durante l'agonismo si è laureata in storia alla Stanford University (dove ha anche perfezionato lo studio dell'inglese) ed è entrata in politica tesserandosi per il Partito Democratico, formazione di orientamento liberale.

## Statistiche

### Risultati in progressione
| Sigla | Risultato               |
| ----- | ----------------------- |
| V     | Vincitore               |
| F     | Finalista               |
| SF    | Semifinalista           |
| O     | Oro olimpico            |
| A     | Argento olimpico        |
| SF    | Bronzo olimpico         |
| QF    | Quarti di Finale        |
| 4T    | Quarto turno            |
| 3T    | Terzo turno             |
| 2T    | Secondo turno           |
| 1T    | Primo turno             |
| RR    | Round Robin             |
| LQ    | Turno di qualificazione |
| A     | Assente                 |
| ND    | Non disputato           |

| Legenda superfici    |
| -------------------- |
| Cemento              |
| Terra battuta        |
| Erba                 |
| Superficie variabile |

#### Singolare nei tornei del Grande Slam
| Torneo          | 1996 | 1997 | 1998 | 1999 | 2000 | 2001 | 2002 | 2003 | 2004 | 2005 | 2006 | 2007 | 2008 | 2009 | 2010 | 2011 | 2012 | 2013 | 2014 |
| --------------- | ---- | ---- | ---- | ---- | ---- | ---- | ---- | ---- | ---- | ---- | ---- | ---- | ---- | ---- | ---- | ---- | ---- | ---- | ---- |
| Australian Open | A    | 1T   | A    | 2T   | 1T   | 2T   | 2T   | 2T   | A    | 1T   | A    | 2T   | 2T   | A    | A    | 1T   | A    | A    | A    |
| Open di Francia | A    | A    | A    | 2T   | 2T   | 2T   | 3T   | A    | A    | 1T   | A    | 1T   | 1T   | A    | A    | A    | A    | A    | A    |
| Wimbledon       | 1T   | 1T   | A    | 3T   | 1T   | 1T   | 2T   | A    | 3T   | 2T   | A    | 1T   | A    | A    | A    | A    | A    | A    | A    |
| US Open         | A    | A    | 2T   | 2T   | 2T   | 1T   | 1T   | A    | A    | 1T   | A    | A    | A    | A    | A    | A    | A    | A    | A    |

#### Doppio nei tornei del Grande Slam
| Torneo          | 1996 | 1997 | 1998 | 1999 | 2000 | 2001 | 2002 | 2003 | 2004 | 2005 | 2006 | 2007 | 2008 | 2009 | 2010 | 2011 | 2012 | 2013 | 2014 |
| --------------- | ---- | ---- | ---- | ---- | ---- | ---- | ---- | ---- | ---- | ---- | ---- | ---- | ---- | ---- | ---- | ---- | ---- | ---- | ---- |
| Australian Open | A    | A    | A    | A    | A    | A    | A    | A    | A    | 1T   | A    | A    | 1T   | A    | A    | A    | A    | A    | A    |
| Open di Francia | A    | A    | A    | A    | A    | A    | A    | A    | A    | 1T   | A    | A    | A    | A    | A    | A    | A    | A    | A    |
| Wimbledon       | A    | A    | A    | A    | A    | A    | A    | A    | A    | 1T   | A    | A    | A    | A    | A    | A    | A    | A    | A    |
| US Open         | A    | A    | A    | A    | A    | A    | A    | A    | A    | A    | A    | A    | A    | A    | A    | A    | A    | A    | A    |

#### Doppio misto nei tornei del Grande Slam
Nessuna partecipazione

## Vittorie contro giocatrici Top 10
| Stagione | 1999 | 2000 | 2001 | 2002 | 2003 | 2004 | 2005 | 2006 | 2007 | 2008 | 2009 | Totale |
| Vittorie | 2    | 1    | 1    | 5    | 0    | 0    | 0    | 0    | 0    | 0    | 1    | 10     |

| #    | Giocatrice              | Ranking | Evento                               | Superficie    | Turno | Punteggio     | Rank. AKR |
| ---- | ----------------------- | ------- | ------------------------------------ | ------------- | ----- | ------------- | --------- |
| 1999 |                         |         |                                      |               |       |               |           |
| 1.   | Arantxa Sánchez Vicario | 5       | Miami Open, Miami                    | Cemento       | 2T    | 1-6, 6-4, 6-1 | 52        |
| 2.   | Monica Seles            | 4       | Eastbourne International, Eastbourne | Erba          | 2T    | 6-4, 6-4      | 40        |
| 2000 |                         |         |                                      |               |       |               |           |
| 3.   | Nathalie Tauziat        | 8       | Canadian Open, Montréal              | Cemento       | 2T    | 6-4, 6-1      | 50        |
| 2001 |                         |         |                                      |               |       |               |           |
| 4.   | Mary Pierce             | 9       | Open Gaz de France, Parigi           | Cemento (i)   | 2T    | 6-3, 6-3      | 35        |
| 2002 |                         |         |                                      |               |       |               |           |
| 5.   | Jelena Dokić (1)        | 9       | Pan Pacific Open, Tokyo              | Sintetico (i) | 2T    | 7-5, 6-2      | 32        |
| 6.   | Jelena Dokić (2)        | 8       | Indian Wells Open, Indian Wells      | Cemento       | 3T    | 6-3, 6-0      | 34        |
| 7.   | Jelena Dokić (3)        | 8       | Miami Open, Miami                    | Cemento       | 3T    | 6-3, 6-1      | 30        |
| 8.   | Amélie Mauresmo         | 10      | AI Championships, Amelia Island      | Terra verde   | 2T    | 3-6, 6-2, 6-3 | 29        |
| 9.   | Sandrine Testud         | 10      | Eastbourne International, Eastbourne | Erba          | 2T    | 4-6, 6-3, 6-1 | 23        |
| 2009 |                         |         |                                      |               |       |               |           |
| 10.  | Caroline Wozniacki      | 6       | Luxembourg Open, Lussemburgo         | Cemento (i)   | 1T    | 5-7, 0-5 rit. | 864       |